# Simca 1000
Simca 1000 är en personbil, tillverkad av den franska biltillverkaren Simca mellan 1962 och 1978.

## 1000
Efter succén för Folkvagnen lanserades flera småbilar med svansmotor under femtio- och början av sextiotalet. Simca testade konceptet på sin minsta modell 1000 (fr. Mille). 
Bilen introducerades på Bilsalongen i Paris 1961. Den hade enkla hjulupphängningar med tvärliggande bladfjäder fram och pendelaxel med skruvfjädrar bak. Kylaren satt framför motorn. Simca 1000 var mer praktisk än många av konkurrenterna, eftersom den hade fyra dörrar.
1963 breddades programmet med instegsmodellen 900. Den hade mindre kromutsmyckning utvändigt och en svagare motor. I andra änden tillkom 1000 GL, med bättre utrustning och starkare motor. Från 1966 kunde 1000-modellen levereras med halvautomatisk växellåda.
Till modellåret 1969 uppdaterades 1000-modellen med modifierad front och akter. Bilen fick större strålkastare och nya bakljus. 900:an ersattes av den nya Sim'4 (fr. Sim'quatre). I andra änden av programmet tillkom 1000 Special med större motor.
Under sjuttiotalet framstod 1000-modellen som alltmer omodern, när fler och fler framhjulsdrivna konkurrenter introducerades, men Chrysler Europe saknade resurser att ta fram en modern efterträdare. Inför modellåret 1977 gjordes en sista uppdatering. Bilen bytte namn till 1005 resp. 1006, där den sista siffran motsvarade den franska skatteklassen. Därefter fortsatte produktionen fram till maj 1978.

## Abarth 1150
I mitten av femtiotalet hade Simcas samarbete med Gordini upphört. När 1000-modellen presenterades vände man sig till italienska Abarth för att ta fram en tävlingsversion. Simca-Abarth 1150 introducerades på Internationella bilsalongen i Genève 1962. Bilen tillverkades i ett antal olika trimningsgrader fram till 1967.

## 1000 Rallye
Sedan Abarth-modellen försvunnit dröjde det fram till våren 1970 innan en ny sportversion tog vid. Då presenterades modellen 1000 Rallye. Bilen hade Special-modellens starkare motor, Sim'4:ans enkla kaross, mattsvart huv, sportstolar och full instrumentering. 
Våren 1972 avlöste Rallye 1 med en större 1,3-litersmotor. Ett halvår senare tillkom Rallye 2 med motorn från 1100 TI, skivbromsar runt om och kylaren placerad i fronten.
De sista 1 000 bilarna såldes våren 1978 som Rallye 3 med ännu starkare motor.

## 1000/1200 S Coupé Bertone
På Internationella bilsalongen i Genève 1962 introducerades 1000 Coupé. Karossen hade ritats av Bertone.
1967 efterträddes den av 1200 S Coupé, med större motor och ny front. Kylaren hade flyttats fram till fronten och bilen hade fått skivbromsar runt om. Tillverkningen avslutades 1972.

## Motor
| Modell     | Motor              | Cylindervolym | Effekt   | Bränslesystem    |
| ---------- | ------------------ | ------------- | -------- | ---------------- |
| Sim'4      | 4-cyl radmotor ohv | 777 cm³       | 31 hk    | Enkel förgasare  |
| 900        | 4-cyl radmotor ohv | 944 cm³       | 34 hk    | Enkel förgasare  |
| 1000       | 4-cyl radmotor ohv | 944 cm³       | 39 hk    | Enkel förgasare  |
| 1000 GL    | 4-cyl radmotor ohv | 944 cm³       | 44 hk    | Enkel förgasare  |
| Special    | 4-cyl radmotor ohv | 1118 cm³      | 53 hk    | Enkel förgasare  |
| 1005       | 4-cyl radmotor ohv | 944 cm³       | 40 hk    | Enkel förgasare  |
| 1006       | 4-cyl radmotor ohv | 1118 cm³      | 55 hk    | Enkel förgasare  |
| 1150 S     | 4-cyl radmotor ohv | 1137 cm³      | 58 hk    | Enkel förgasare  |
| 1150 Corsa | 4-cyl radmotor ohv | 1137 cm³      | 85 hk    | Dubbla förgasare |
| Rallye 1   | 4-cyl radmotor ohv | 1294 cm³      | 60 hk    | Enkel förgasare  |
| Rallye 2   | 4-cyl radmotor ohv | 1294 cm³      | 82 hk    | Dubbla förgasare |
| Rallye 3   | 4-cyl radmotor ohv | 1294 cm³      | 103 hk   | Dubbla förgasare |
| 1200 S     | 4-cyl radmotor ohv | 1204 cm³      | 80-85 hk | Dubbla förgasare |

## Bilder

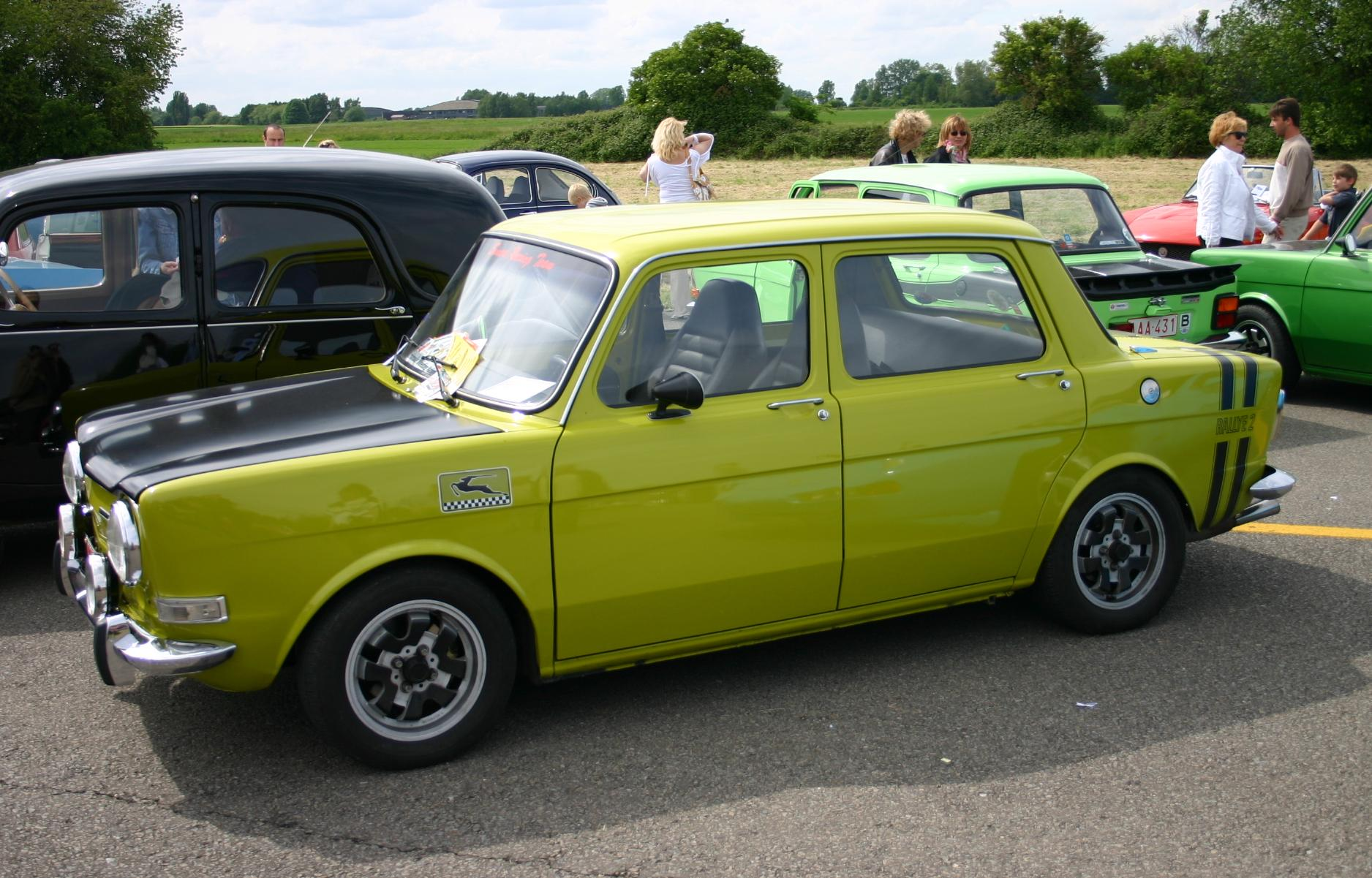
1000 Rallye 2
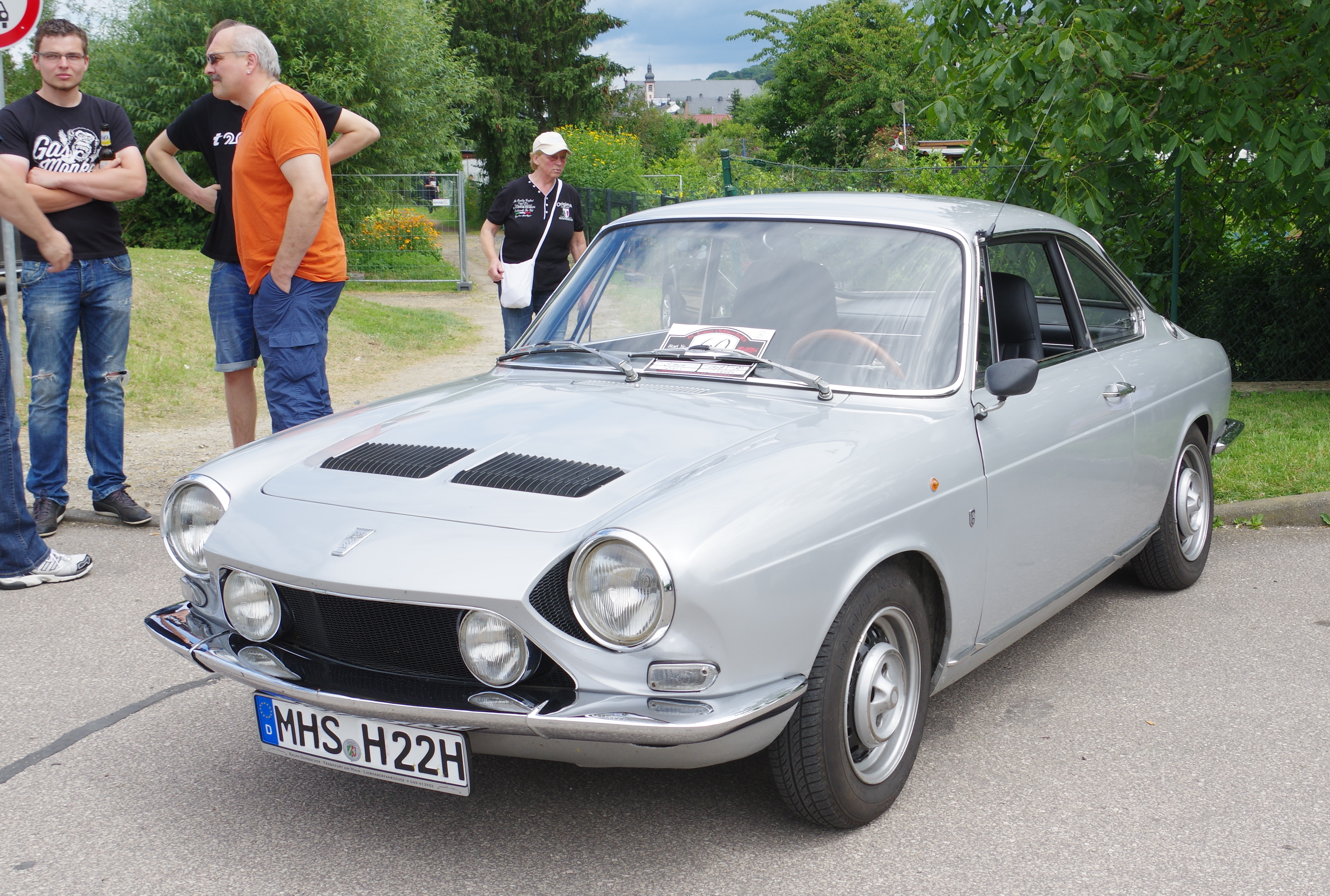
1200S Coupé